# Alfred Marshall Bailey

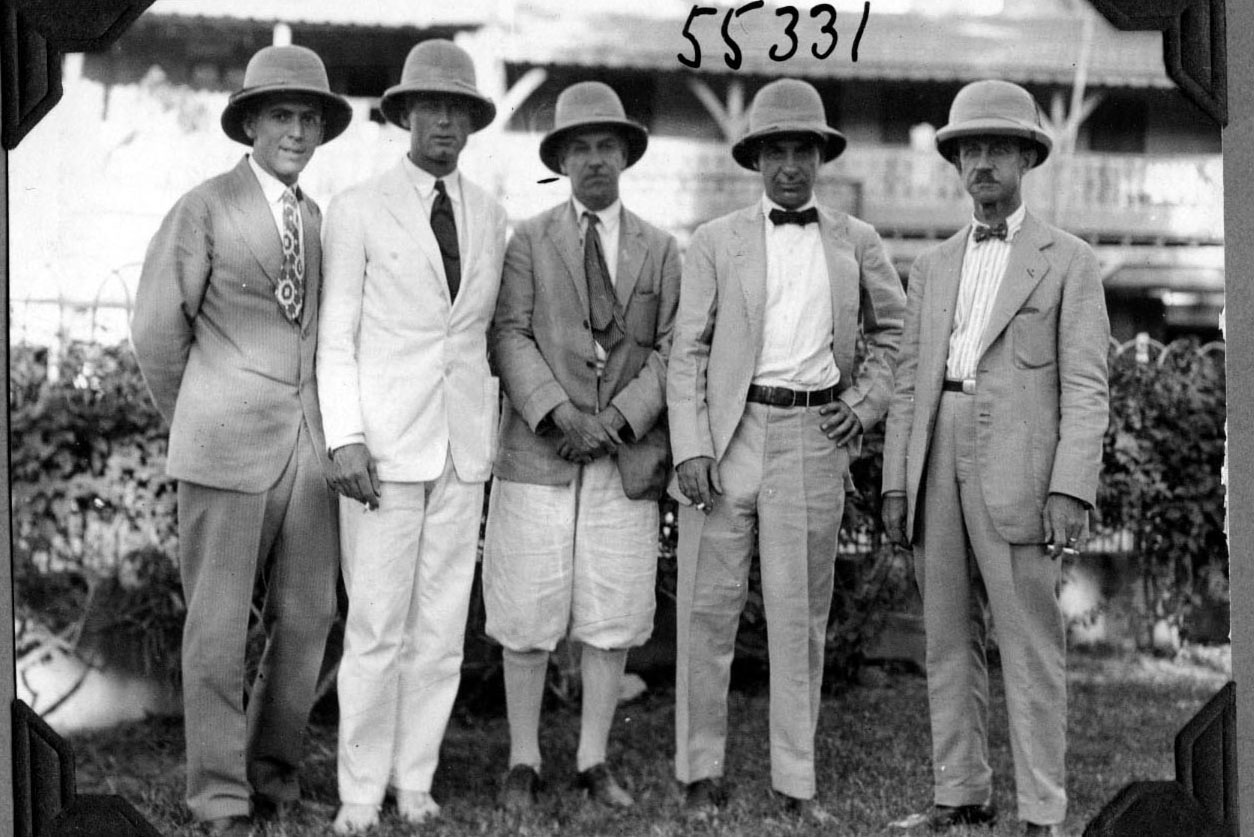
Alfred Marshall Bailey (ganz links) während einer Expedition in das Kaiserreich Abessinien im Jahr 1927

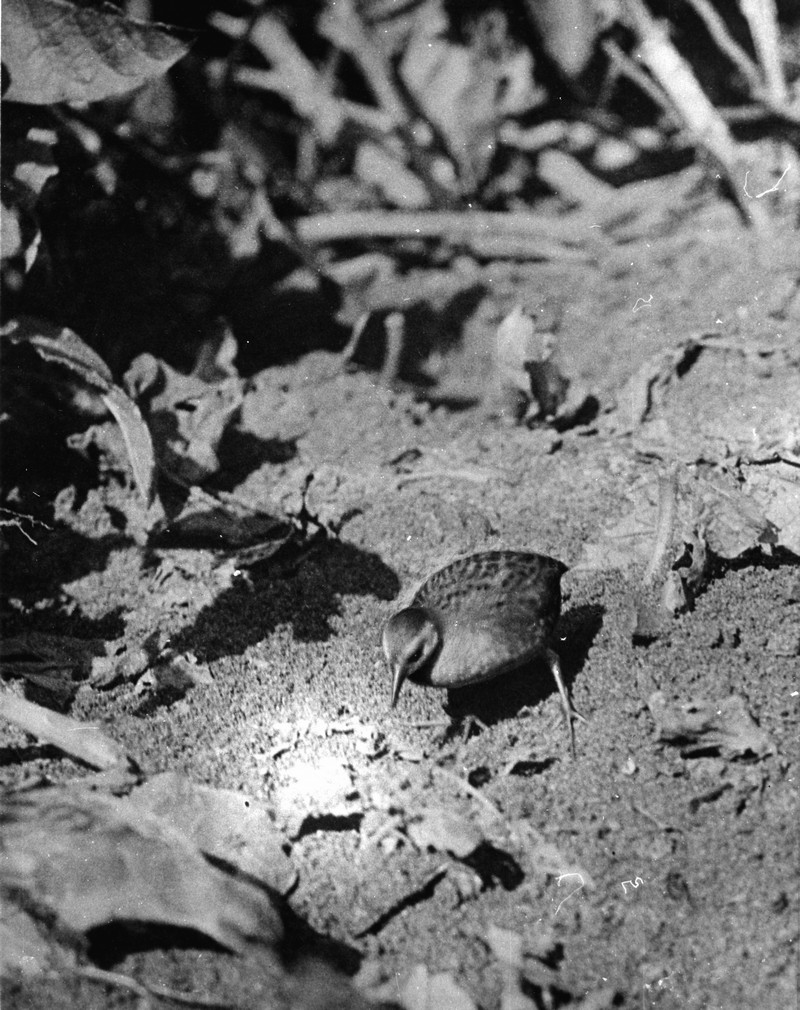
Lebende Laysan-Ralle, fotografiert von Alfred M. Bailey im Jahr 1913

Alfred Marshall Bailey (* 18. Februar 1894 in Iowa City, Iowa; † 25. Februar 1978 in Denver, Colorado), häufig auch als Alfred M. Bailey erwähnt, war ein US-amerikanischer Ornithologe, der den größten Teil seiner Karriere am Denver Museum of Natural History (heute Denver Museum of Nature and Science) in Colorado tätig war.

## Leben
Bailey war der Sohn des Rechtsanwaltes William H. Bailey und seiner Frau Mary Bailey, geborene Jelly. Ein frühes Interesse an der Taxidermie und seine Freundschaft mit Homer R. Dill, dem Direktor des Museums der University of Iowa, führten zu seiner ersten Expedition. Zwischen 1912 und 1913 verbrachte Bailey als Student drei Monate auf der zu den Nordwestlichen Hawaii-Inseln gehörenden Insel Laysan, wo das Bureau of Biological Survey (heute United States Fish and Wildlife Service) einen Versuch unternahm, einer Kaninchenplage Herr zu werden. In dieser Zeit gelangen Bailey Fotoaufnahmen von lebenden Laysan-Rallen, eine Vogelart, die seit 1944 als ausgestorben gilt. 1916 machte er seinen Bachelor-Abschluss an der University of Iowa.
1917 heiratete er Muriel Etta Eggenberg, mit der er zwei Töchter hatte. Von 1916 bis 1919 war er Kurator für Vögel und Säugetiere am Louisiana State Museum und von 1921 bis 1926 am Denver Museum. Von 1926 bis 1927 gehörte er zum Personal des Field Museum of Natural History. Er war der erste Vertreter des heutigen United States Fish and Wildlife Service, der von 1919 bis 1921 den Südosten Alaskas studierte. Mit dem Hundeschlitten legte er dabei eine Strecke von 1200 Kilometern zurück. Von 1927 bis 1936 war er Direktor der Chicago Academy of Sciences (heute Peggy Notebaert Nature Museum) und von 1926 bis 1969 leitete er das Denver Museum of Natural History. Bailey unternahm mehrere Reisen, darunter in das Kaiserreich Abessinien (heute Äthiopien), wo er zwischen 1926 und 1927 auf dem Rücken eines Maultiers eine Strecke von 3200 km zurücklegte, nach Mexiko (1941), Alaska (1945), Labrador (1946), Australien (1949), Neuseeland (1952–1954), Fidschi (1957–1958), Ecuador und die Galapagosinseln (1960) sowie Botswana und Südafrika (1969).
Bailey schrieb ornithologische Beiträge in zahlreichen Zeitschriften, darunter Natural History, National Geographic, American Forests, The Auk, Country Life, Nature, Frontier, Journal of Mammalogy sowie in Sportillustrierten. Er zeigte jedes Jahr zahlreiche Filmvorträge und verstand es, Interesse und Unterstützung für naturkundliche Museen und Expeditionen zu gewinnen. Das Denver Museum of Natural History wurde unter seiner Leitung modernisiert und dessen Säle, Exponate und Studiensammlungen erheblich erweitert.
Zu Baileys Veröffentlichungen zählen The Silver-winged Sea Birds (1921), Wings along the Gulf (1929), The Phantom of the Marshes (1931), At Home with the Birds (1934), The Birds of Cape Prince of Wales, Alaska (1943), The Birds of Labrador (1947), Birds of Arctic Alaska (1948), The Natural History of Colorado (1948), Nature photography with miniature cameras (1951), Stepping Stones Across the Pacific: Museum Pictorial No. 3 (1951), Nature Photography with the High-speed Flash (1952), Laysan and Black-footed Albatrosses (1952), Birds of New Zealand (1955), Birds of Midway and Laysan Islands (1956), Wildlife of Australia (1957), Dusky and Swallow-tailed Gulls of the Galapagos Islands (1961), Subantarctic Campbell Island (1962), Birds of Colorado (1965, zwei Bände) Galapagos Islands (1970), Field Work of a Museum Naturalist 1919–1922 (1971) und The Brown Pelican: A Good Citizen (1980).
1952 war Bailey als Kameramann an der Disney-Dokumentation Wasservögel von Ben Sharpsteen beteiligt, die 1953 den Oscar in der Kategorie „Bester Kurzfilm (zwei Filmrollen)“  gewann.

## Mitgliedschaften und Ehrungen
Bailey trat 1918 der American Ornithologists’ Union bei und wurde 1930 zum Mitglied und 1941 zum Fellow gewählt. Er erhielt 1944 die Ehrendoktorwürde der Norwich University, 1954 die Ehrendoktorwürde der University of Denver, 1967 den Civis Princeps Award des Regis College und 1961 den Malcolm Glenn Wyer Award für besondere Verdienste in der Erwachsenenbildung. Von 1929 bis 1932 war er Mitglied des Redaktionsausschusses des Wilson Bulletin. Bailey war ferner Mitglied der American Association for the Advancement of Science, bei der Royal Australasian Ornithologists Union, der Cooper Ornithological Society, der Wilson Ornithological Society sowie der American Society of Mammalogists.

## Dedikationsnamen
Nach Bailey sind die Sierraammer (Xenospiza baileyi) sowie die Unterart Pyrrhocorax pyrrhocorax baileyi der Alpenkrähe aus Äthiopien benannt. Wilfred Hudson Osgood ehrte Bailey 1936 im Artepitheton der aus Äthiopien stammenden Bailey-Weißzahnspitzmaus (Crocidura baileyi).